# Mehdi Khalis
Mehdi Khalis, né le 6 janvier 1989, est un footballeur français évoluant au poste de défenseur au FUS de Rabat.

## Biographie
Il joue six matchs en Ligue 2 française avec le club des Chamois niortais.
Il participe à la Ligue des champions d'Afrique et à la Coupe de la confédération avec l'équipe du FUS de Rabat.

## Palmarès

### FUS de Rabat
- Championnat du Maroc :
  - Champion : 2014

- Coupe du Trône :
  - Vainqueur : 2014
  - Finaliste : 2015